# Witbuikelenia
De witbuikelenia (Elaenia martinica) is een zangvogel uit de familie Tyrannidae (tirannen).

## Verspreiding en leefgebied
Deze soort komt voor in de Caraïben en telt zeven ondersoorten:
- E. m. riisii: Puerto Rico, Maagdeneilanden, Anguilla, Sint-Maarten, Saint-Barthélemy, Antigua en Barbuda en de Nederlandse Antillen.
- E. m. martinica: Kleine Antillen.
- E. m. barbadensis: Barbados.
- E. m. remota: eilanden nabij oostelijk Mexico.
- E. m. chinchorrensis: Grand Cayman (nabij oostelijk Mexico) en nabijgelegen riffen.
- E. m. cinerescens: eilanden nabij Honduras.
- E. m. caymanensis: Kaaimaneilanden.

## Status
De grootte van de populatie is in 2019 geschat op 0,5-5 miljoen volwassen vogels. Op de Rode lijst van de IUCN heeft deze soort de status niet bedreigd.